# Сиртика
Сиртика (на старогръцки: ἡ Συρτική, на латински: Syrtica regio) е историческа област в Северна Африка по крайбрежието на Либия и Тунис.
Простира се от залива Габес до залива Сирт) и на не повече от 400 км във вътрешността, която е с приблизителна площ от 300 000 км².

## История
Днес древното и антично местоположение на Сиртика съответства на Триполитания в Либия. Името е в употреба от III век пр.н.е. докато не започва да се нарича по град Триполи – Триполитания. На територията ѝ възникват в Античността три градски центъра с прилежащите им поземлени владения навътре, които са основани подобно на пунически Картаген от финикийците – Сабрата, Лептис Магна и Триполи.
От 3 хил. пр.н.е. тази територия е обитавана от либийци. В началото на 1 хил. пр.н.е. тук започват да се заселват финикийски колониалисти по крайбрежието. Не се изключва опцията, някои от тези поселения да са възникнали и в края на 2 хил. пр.н.е.
През 6 век пр.н.е. финикийските градове-държави се сдобиват с независимост от метрополията по ред причини, една от които е поставянето на Финикия изпърво под властта на Асирия (виж и асирийски плен), а после под властта на Ахеменидите. Източната част от страната е под властта на Кирена, докато западната приспадаща към Магреб попада под властта на Картаген от средата на 5 век пр.н.е. и окончателно е интегрирана като част от Картагенската конфедерация до края на 3 век пр.н.е., когато става част от Нумидия. След походите на Александър Велики някои части от Сиртика са във владение на Елинистически Египет на Птолемеите.
В края 2 век пр.н.е. цяла Сиртика попада под властта на Древен Рим, като областта е обособена в римска провинция Африка.